# Tamba ochracea
Tamba ochracea là một loài bướm đêm trong họ Noctuidae.